# Шарли (Шер)
Шарли (фр. Charly) насеље је и општина у централној Француској у региону Центар (регион), у департману Шер која припада префектури Сент Аман Монрон.
По подацима из 2011. године у општини је живело 229 становника, а густина насељености је износила 8,92 становника/km². Општина се простире на површини од 25,66 km². Налази се на средњој надморској висини од 190 метара (максималној 256 m, а минималној 169 m).

## Демографија
| 1962. | 1968. | 1975. | 1982. | 1990. | 1999. | 2011. |
| ----- | ----- | ----- | ----- | ----- | ----- | ----- |
| 329   | 364   | 273   | 272   | 252   | 257   | 229   |

График промене броја становника у току последњих година